# Natacha Rambova
Winifred Kimball Shaughnessy, dite Natacha Rambova, née le 19 janvier 1897 à Salt Lake City dans l'Utah et morte le 5 juin 1966 à Pasadena en Californie, est une danseuse, scénariste et costumière américaine, également connue pour avoir été la seconde épouse de Rudolph Valentino.

## Biographie
Natacha Rambova est née Winifred Kimball Shaughnessy à Salt Lake City. Son père, Michael Shaughnessy, est un Irlandais catholique, combattant de l'Union durant la guerre de Sécession, qui travaille dans l'industrie minière. Sa mère, Winifred Kimball, est la petite-fille du leader mormon Heber C. Kimball.
Sa mère se marie quatre fois ; en troisièmes noces elle épouse Edgar Sands de Wolfe, un frère de la célèbre Elsie de Wolfe. Après la mort de son troisième mari en 1906, elle épouse le magnat du parfum Richard Hudnut et devient décoratrice d'intérieur à San Francisco. Natacha, adoptée par son beau-père Richard Hudnut, s'appelle désormais Winifred Hudnut.
Adolescente rebelle, elle est envoyée dans une école britannique très stricte. Elle y montre des dispositions pour le ballet et apprend entre autres le français, le dessin et la mythologie. Sa famille l'encourage dans cette voie qui devrait être socialement bénéfique et se montre enchantée lorsque la jeune Natacha décide de faire carrière dans la danse. Natacha est douée pour le ballet et, chaque été, elle va rencontrer Rosita Mauri à l'Opéra Garnier et elle se rend à Londres pour voir des danseurs comme Anna Pavlova, Nijinski et Theodore Kosloff. Sa tante Elsie intervient alors, et l'emmène avec elle à New York, où elle étudie dans l'« Imperial Russian Ballet Company » avec le danseur de ballet russe et chorégraphe Theodore Kosloff. Ils deviennent amants alors que Natacha a 17 ans ; désormais sa protégée - bien que de taille trop juste pour être ballerine, elle n'en a pas moins une position dominante - elle choisit le nom de scène Natacha Rambova. Sa mère s'offusque du fait que sa fille ait une liaison avec un homme marié et plus âgé, et essaie donc de les séparer - elle accuse entre autres Kosloff de séquestre ; Natacha, pour contrecarrer ses plans, quitte New York pour le Canada et l'Angleterre. Finalement les charges sont abandonnées - mais la fille passe outre la volonté maternelle et continue à se produire avec la compagnie de ballet de son amant.

### Costumes et films

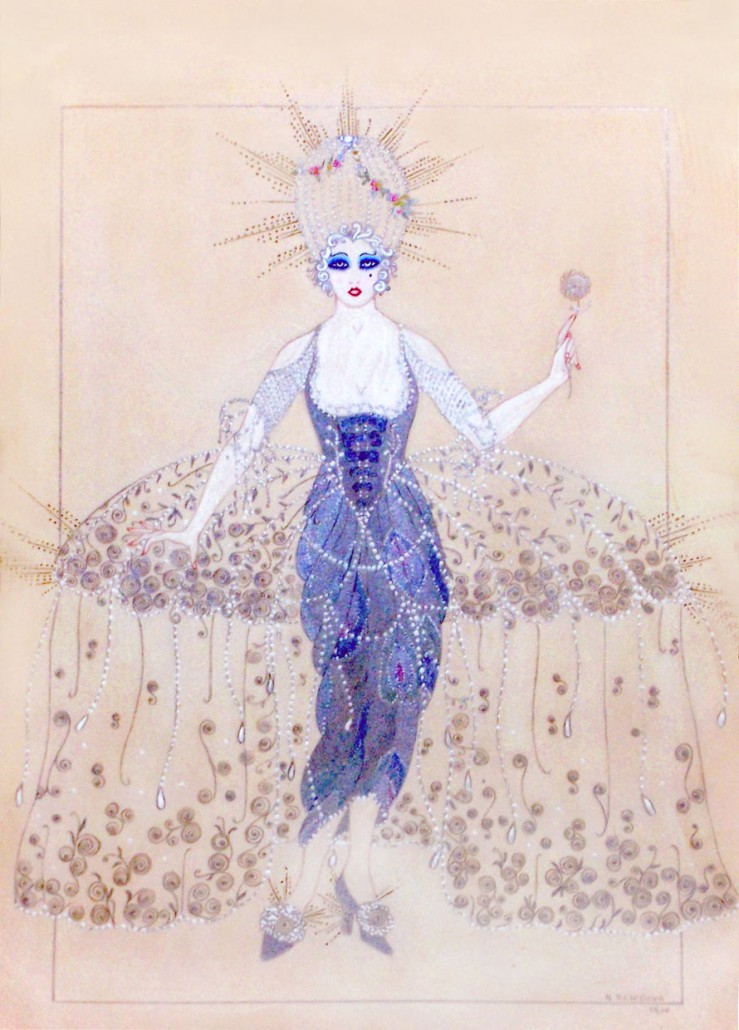
Croquis d'un costume pour Le Fruit défendu (1921), conçu et dessiné par Natacha Rambova

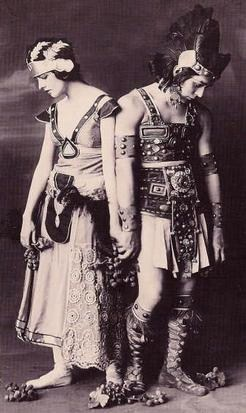
Natacha Rambova et Theodore Kosloff en 1917 dans Les Conquérants (photo publicitaire).

Lorsque Theodore Kosloff est appelé par Cecil B. DeMille comme acteur et costumier à Hollywood, c'est Natacha Rambova qui réalise le travail créatif et les recherches sur les costumes. Kosloff s'empare de ses créations et les inscrit à son propre crédit. Professionnellement et personnellement, son partenariat avec Kosloff tourne mal. Il est abusif et dominateur, comme avec toutes ses maitresses, et l'empêche de rompre.
Theodore Kosloff travaille alors pour Alla Nazimova, d'origine russe comme lui, productrice à la « Metro Pictures Corporation » (future MGM) ; il envoie Natacha lui présenter ses créations. Alla Nazimova réclame alors quelques changements et est fort impressionné de voir Natacha les effectuer en personne. Elle lui offre donc une place de directrice artistique et de costumière, ce qui lui permet de quitter Kosloff. Avant de signer pour Alla Nazimova, le travail de Natacha est utilisé dans des films de Cecil B. DeMille, parmi lesquels L'Échange, interprété par Gloria Swanson et Thomas Meighan. Son premier film avec elle est Billions, en 1920. Elle rencontre Rudolph Valentino sur le plateau de Uncharted Seas en 1921, et ils commencent à travailler ensemble pour le film La Dame aux camélias. Hans Poelzig et Emil-Jaques Ruhlmann sont ses principales inspirations, et Natacha est décidée à importer l'Art déco à Hollywood, mouvement qui transformait alors le cinéma en Europe. Le film ne marche pas et la « Metro » met fin à son contrat avec Alla Nazimova.

### Vie et œuvre avec Rudolph Valentino

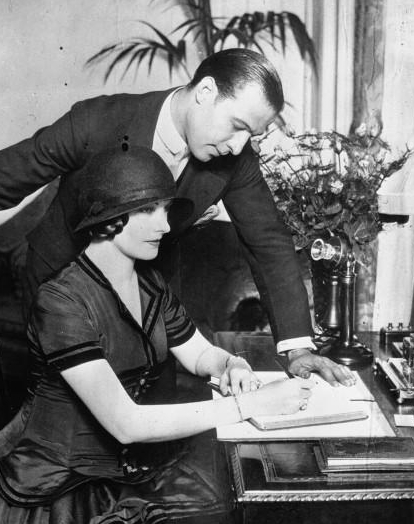
Le couple en 1923.

Son divorce avec Jean Acker ayant été prononcé le 4 mars 1922, Rudolph Valentino offre le mariage à Natacha Rambova. Il se refuse à attendre le délai d'un an prévu par les lois américaines pour un remariage ; ils franchiront la frontière et iront se marier au Mexique. Ils se marient le 13 mai 1922 à Tijuana et à son arrivée sur le sol américain, Rudolph Valentino est arrêté pour bigamie. Il est libéré sous caution, et il ne doit pas avoir de vie commune avec Natacha, mais la ré-épouser dans un an. Elle part pour New York, chez sa tante, Madame Werner, vivre son année de célibataire. En 1923, un conflit avec la Paramount Pictures a comme conséquence une injonction interdisant à Valentino de faire des films avec d'autres producteurs. Pour s'assurer que son nom reste en haut de l'affiche, Valentino, suivant la suggestion de son directeur George Ullman, se lance dans une tournée nationale de danse, commanditée par une marque de produits de beauté, avec Natacha Rambova. Le 13 mai 1923, Rudolph Valentino ré-épouse Natacha devant un pasteur de Crown Point dans l'Indiana et ils partent en voyage de noces en Europe. Le 15 août à Paris, Natacha fait sensation dans sa robe Poiret à pans rouges, au diner donné par Jacques Hébertot. Le 19, ils sont à Juan-les-Pins où les parents de Natacha possèdent un château, acheté à un prince russe.

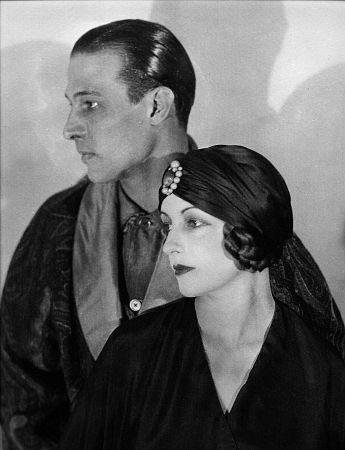
Natacha Rambova et Rudolph Valentino en 1924.

À leur retour, Rudolph Valentino se voit confirmer par la société Famous Players-Lasky, le droit de tourner encore deux films pour elle. Ensuite il sera libre de travailler pour la Ritz-Carlton Pictures Incorporated. Il tourne Monsieur Beaucaire de Sidney Olcott dont Natacha supervise les décors et les costumes. Natacha s'investit énormément dans The Hooded Falcon : elle part en Espagne avec son mari, acheter des éléments de décor, mais c'est un échec et le film ne se fera pas. Plus tard Rudolph Valentino signe une clause de contrat, faisant en sorte que sa femme n'intervienne plus dans ses films. Cette séparation artistique va hâter la séparation matrimoniale.
Finalement elle obtient de son mari la somme de 30 000 dollars pour un film qu'ils vont produire, et qui s'intitulera What Price Beauty? (it) ; elle y tiendra un rôle (Myrna Loy fait ses débuts au cinéma dans ce film). Des tensions surviennent dans le couple, et alors que Rudolph Valentino fait construire sa résidence de Falcon Lair (en), Natacha demande le divorce (qui est prononcé à Paris en janvier 1926).
En 1925, elle joue Margaret Benson dans When Love Grows Cold.
Rudolph Valentino était connu comme un bon cuisinier, tandis que l'actrice Patsy Ruth Miller soupçonnait Natacha de ne pas savoir « comment faire le fudge brûlé » ; bien que l'entière vérité était qu'elle faisait de la pâtisserie à l'occasion, et était une excellente couturière. Rudolph Valentino voulait vraiment des enfants ; Natacha, pas du tout.
Rudolph et Natacha étaient spiritistes et fréquentaient des voyants. Ensemble ils prirent part à des séances d'écriture automatique.
Rudolph Valentino a écrit un livre de poésie intitulé Daydreams avec de nombreux poèmes sur Natacha. Elle a écrit un livre décrivant leur relation, dans lequel elle dit être resté en contact avec Rudolph après sa mort.

### Après Rudolph Valentino
En 1927, Natacha Rambova ouvre une boutique de haute couture sur la Cinquième avenue à New York, jusqu'en 1934. Parmi ses clientes figurent Beulah Bondi, Aline MacMahon et Mae Murray. Elle fait la connaissance de son second mari, Alvaro de Urzaiz, un aristocrate espagnol avec une éducation britannique, lors d'un voyage en Europe la même année, en 1934. Ils choisissent de vivre sur l'île de Majorque. Durant la guerre civile, Alvaro de Urzaiz, qui est partisan des fascistes, obtient un poste d'officier dans la marine. Natacha s'enfuit à Nice, où elle a une crise cardiaque à l'âge de 40 ans. Peu après, elle divorce de son second mari.
Natacha Rambova reste en France jusqu'à l'invasion allemande et retourne ensuite à New York. Son intérêt pour la métaphysique va croissant et elle est attirée dans la sphère de la fondation Bollingen par Maud Oakes, après s'être rencontrées à New York. Natacha va aller vers la théosophie après une errance en catholicisme, Saint des  derniers jours, Episcopal Church et Christian Science Ce sera l'Egypte : elle croit en la possibilité d'apercevoir une vie passée dans l'Égypte antique qu'elle visita en 1936 et où elle rencontra Howard Carter à Louxor. Elle publie des articles sur les remèdes médicinaux et l'astrologie. Elle donne aussi de petites conférences sur les mythes, le symbolisme et les religions comparées, et publie plusieurs ouvrages en collaboration avec Alexandre Piankoff, sous l'égide de la Bollingen Foundation.

### Mort
Dans les années 1960, Natacha Rambova est atteinte de sclérodermie et souffre de mal-nutrition. Un parent l'emmène à Pasadena en Californie. Elle y meurt d'un infarctus le 5 juin 1966 à l'âge de 69 ans. Ses cendres sont dispersées en Arizona.

## Influences et style
Natacha Rambova a mis à la mode aux États-Unis des couturiers haute-couture et designers comme Paul Poiret, Léon Bakst et plus anciennement Aubrey Beardsley. Elle s'était spécialisée en effets « étrangers » et « exotiques » comme costumière et designer. Comme costumière, elle affectionnait les couleurs claires, les petits ornements, les bracelets, la confection de drapés chatoyants, le strass et les plumes d'autruches. Elle utilisait l'effet du strass et de l'étincelant sur les corps à demi-dénudés et peints. De plus, Natacha Rambova lorsqu'elle commença à travailler ses costumes, était d'une réelle précision quant aux détails historiques. On reconnaît Natacha Rambova à sa marque de fabrique : les turbans et chignons de ballerine sur les deux côtés.
Durant son mariage avec Rudolph Valentino, elle était regardée comme une icône de la mode ; et pendant un voyage à Paris, elle fit sensation avec ses tenues.

## Distinction
- Costume Designers Guild Award : Hall of Fame Award.

## Postérité
Natacha Rambova est personnifiée par Yvette Mimieux dans le téléfilm de 1975 intitulé The Legend of Valentino (en) et réalisé par Melville Shavelson. Elle est également jouée par Michelle Phillips dans Valentino de Ken Russell en 1977, et par Ksenia Jarova dans le court métrage DayDreams of Rudolph Valentino de 2012. Elle par ailleurs été jouée par Asia Argento dans la série télévisée italienne Rodolfo Valentino - La leggenda portée au petit écran en 2013
En outre, elle est personnifiée dans l'opéra The Dream of Valentino, créé en 1994.
Une exposition appelée « The Fashion Career of Natacha Rambova » a eu lieu au Phoenix Art Museum du 11 septembre 2004 au 6 février 2005.
Elle est jouée par Alexandra Daddario dans la saison 5 d'American Horror Story.

## Filmographie
- 1917 : Les Conquérants, costumière
- 1920 : L'Échange, costumière
- 1920 : L'amour a-t-il un maître ?, directrice artistique, costumière
- 1920 : Billions, directrice artistique, costumière
- 1921 : Le Fruit défendu, costumière
- 1921 : La Dame aux camélias, directrice artistique, costumière. Non créditée
- 1921 : Aphrodite, directrice artistique, costumière (film inachevé)
- 1922 : Le Droit d'aimer, costumière de Rudolph Valentino.
- 1922 : Le Jeune Rajah (The Young Rajah) de Phil Rosen, costumière, non créditée
- 1922 : A Doll's House, directrice artistique, costumière
- 1923 : Salomé, directrice artistique, costumière, scénariste. Créditée sous le nom de Peter M. Winters
- 1924 : Monsieur Beaucaire, costumière, scénariste
- 1924 : The Hooded Falcon, costumière, décoratrice de plateau, scénariste (film inachevé)
- 1924 : L'Hacienda rouge, directrice artistique, scénariste
- 1925 : Cobra, scénariste, danseuse (non créditée)
- 1925 : What Price Beauty? (it), actrice, productrice, scénariste
- 1925 : When Love Grows Cold, actrice

## Publications
- (en-US) 1926 Rudy: An Intimate Portrait by His Wife
- (en-US) 1927 Rudolph Valentino Recollections by Natacha Rambova.